# Pear Cider and Cigarettes
Pour plus de détails, voir Fiche technique et Distribution.
Pear Cider and Cigarettes est un film canadien réalisé par Robert Valley, sorti en 2016. De cette histoire autobiographique, l'auteur a également tiré un roman graphique.

## Synopsis
Techno Stypes est le meilleur ami de Robert depuis son enfance. Celui-ci vit dans l'excès et part en Chine pour une greffe de foie.

## Fiche technique
- Titre : Pear Cider and Cigarettes
- Réalisation : Robert Valley
- Scénario : Robert Valley
- Montage : Robert Valley
- Production : Cara Speller
- Société de production : Massive Swerve Studios et Passion Pictures Animation
- Pays :  Canada et  Royaume-Uni
- Genre : Animation et drame
- Durée : 35 minutes
- Dates de sortie : 
  -  États-Unis : 1er juin 2016 (Los Angeles)

## Distribution
- Robert Valley : Robert, le narrateur

## Distinctions
Le film a été nommé pour l'Oscar du meilleur court métrage d'animation lors de la 89e cérémonie des Oscars et a reçu l'Annie Award de la meilleure production spéciale animée.